# Barbatió
Barbatió va ser comandant de tropes romanes i per ordre de Constantí el Gran va detenir al cèsar Gal a Petovium (Nòric), el va privar de les seves insígnies de cèsar, i el va portar a Pola (Ístria), l'any 354.
A la mort del general Silvà va ser ascendit a general d'infanteria (comes domesticorum peditum), i amb un exèrcit d'entre 25.000 i 30.000 el van enviar a cooperar amb Julià (després Julià l'Apòstata) en la seva campanya contra els alamans (356) però al mig de la campanya el va abandonar segurament per haver rebut ordres secretes de l'emperador en aquest sentit.
L'any 358 al front d'un cos de soldats va derrotar els iutungs (iuthungi) que havien envaït Rècia. El 359, a causa d'una carta imprudent que la seva dona li va escriure, que implicava projectes de traïció, i que va caure en mans de l'emperador, va morir decapitat, segons Ammià Marcel·lí i Libani.